# São Caetano (Madalena)
São Caetano é uma freguesia portuguesa do município da Madalena, na ilha do Pico, Região Autónoma dos Açores, com 24,36 km² de área e 414 habitantes (censo de 2021). A sua densidade populacional é 17 hab./km².
Dista da sede do concelho 18 km.
Esta freguesia, que tem como santo padroeiro São Caetano de Thiene, é a mais jovem freguesia do concelho da Madalena do Pico, tendo sido elevada ao estatuto de freguesia em 2 de outubro de 1880.
A sua posição geográfica coloca-a na costa sul do concelho e da ilha, entre as freguesias de São Mateus e os lugares da Ponte de São Macário e de Santa Margarida, junto a uma extraordinária baía onde assenta o Porto da Praínha do Galeão.

## Demografia
A população registada nos censos foi:
| Distribuição da População por Grupos Etários | Distribuição da População por Grupos Etários | Distribuição da População por Grupos Etários | Distribuição da População por Grupos Etários | Distribuição da População por Grupos Etários |
| -------------------------------------------- | -------------------------------------------- | -------------------------------------------- | -------------------------------------------- | -------------------------------------------- |
| Ano                                          | 0-14 Anos                                    | 15-24 Anos                                   | 25-64 Anos                                   | > 65 Anos                                    |
| 2001                                         | 91                                           | 81                                           | 259                                          | 119                                          |
| 2011                                         | 55                                           | 71                                           | 266                                          | 88                                           |
| 2021                                         | 43                                           | 41                                           | 247                                          | 83                                           |

## Descrição

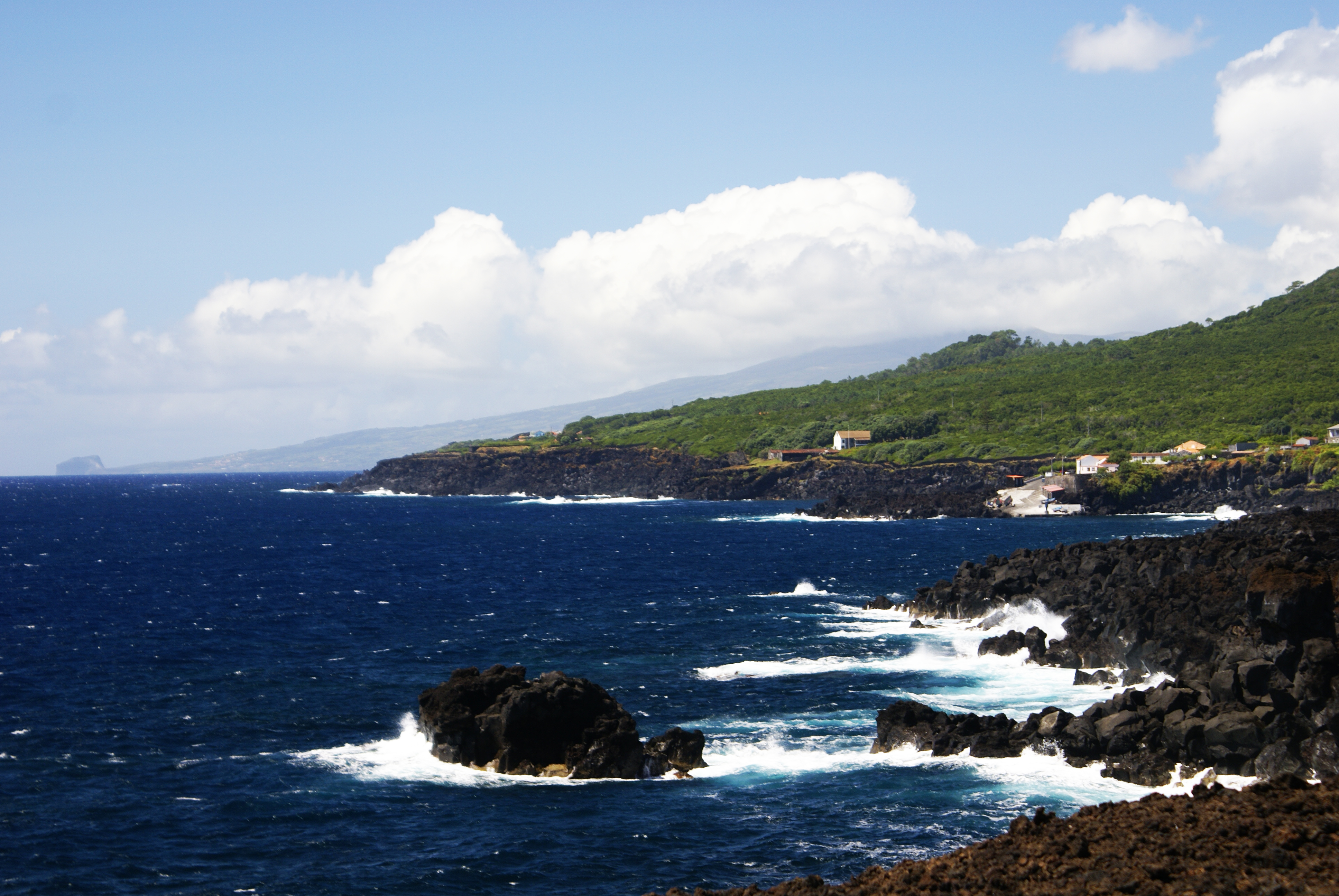
São Caetano, paisagem

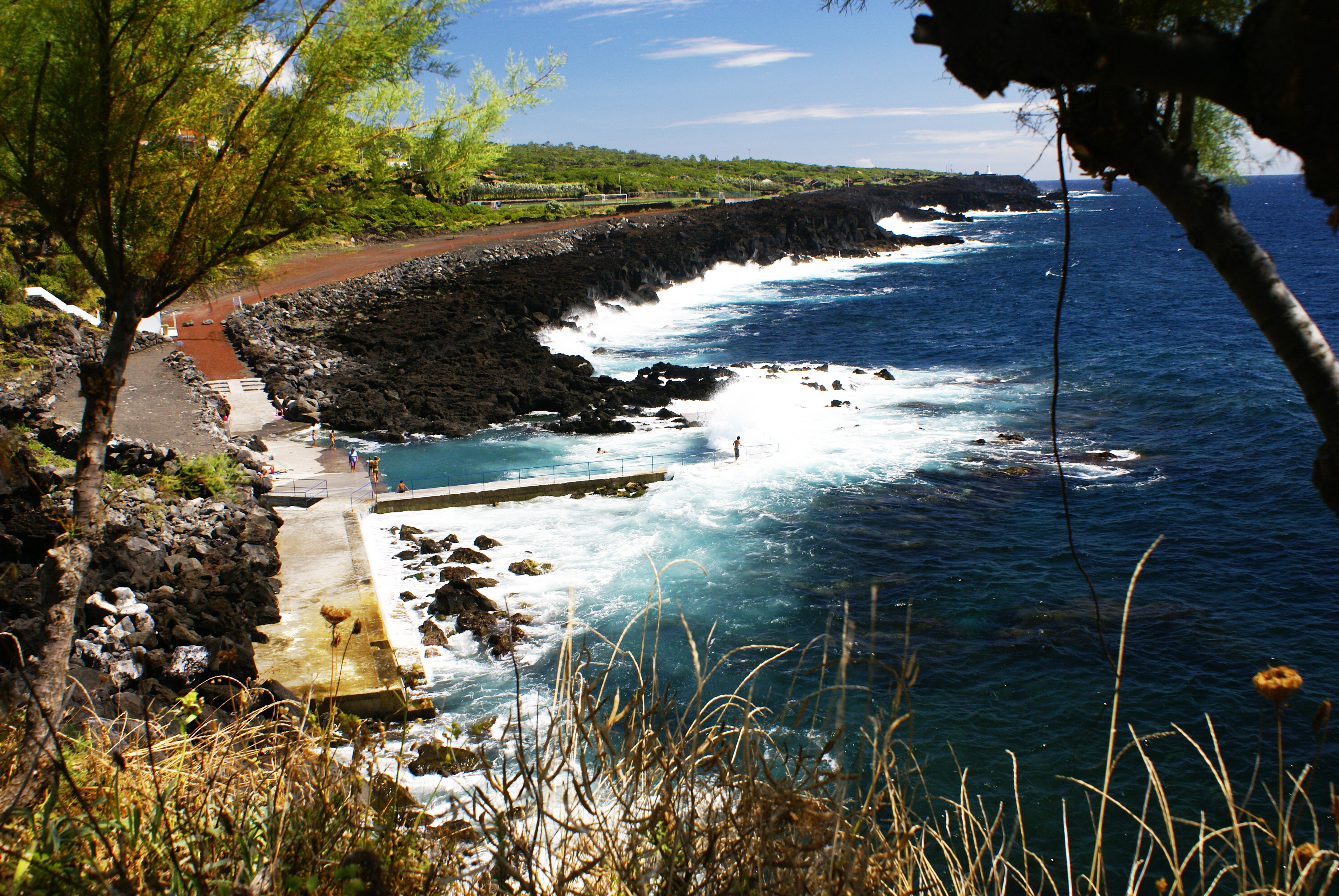
São Caetano, porto picatório

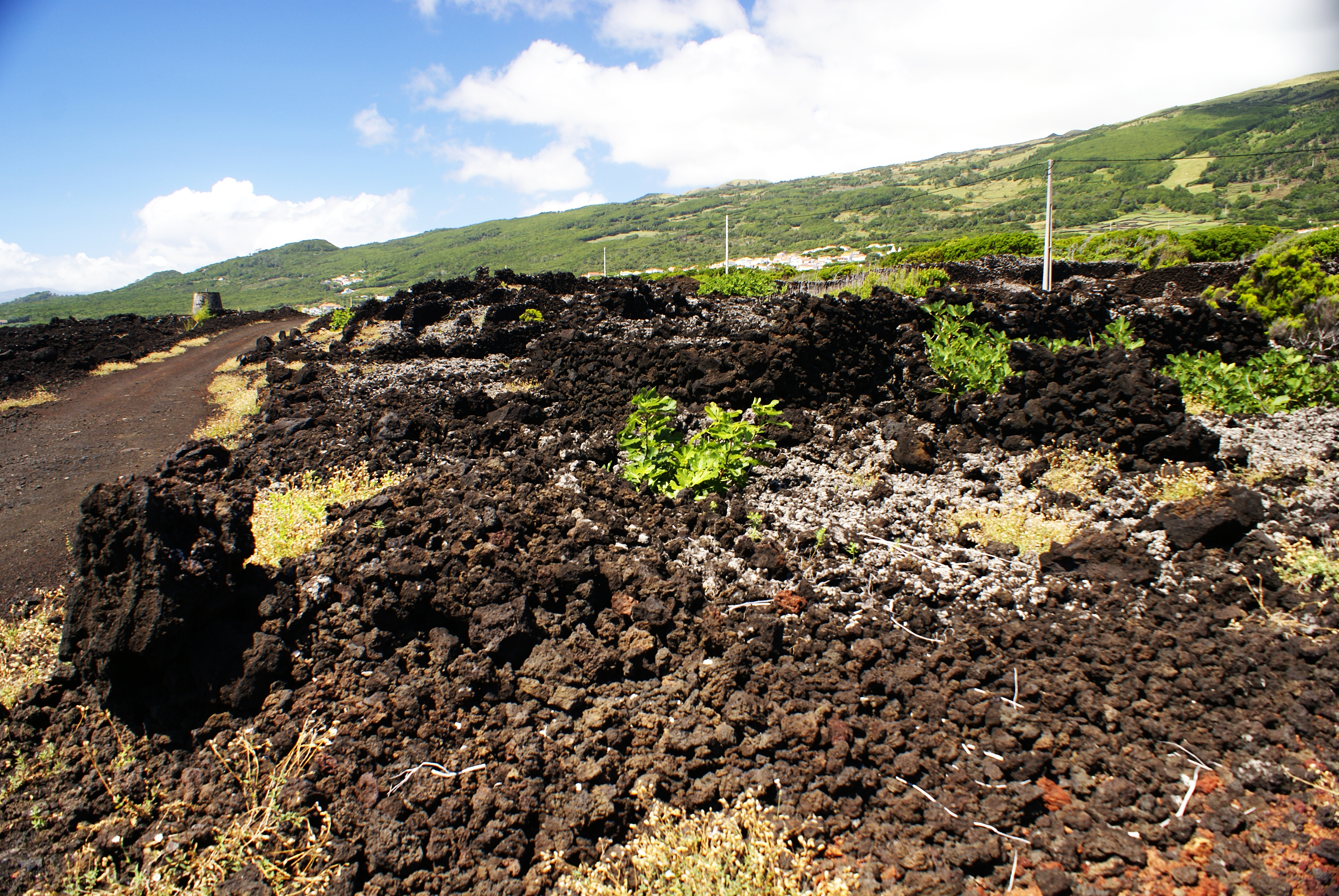
São Caetano, corrais de vinhas

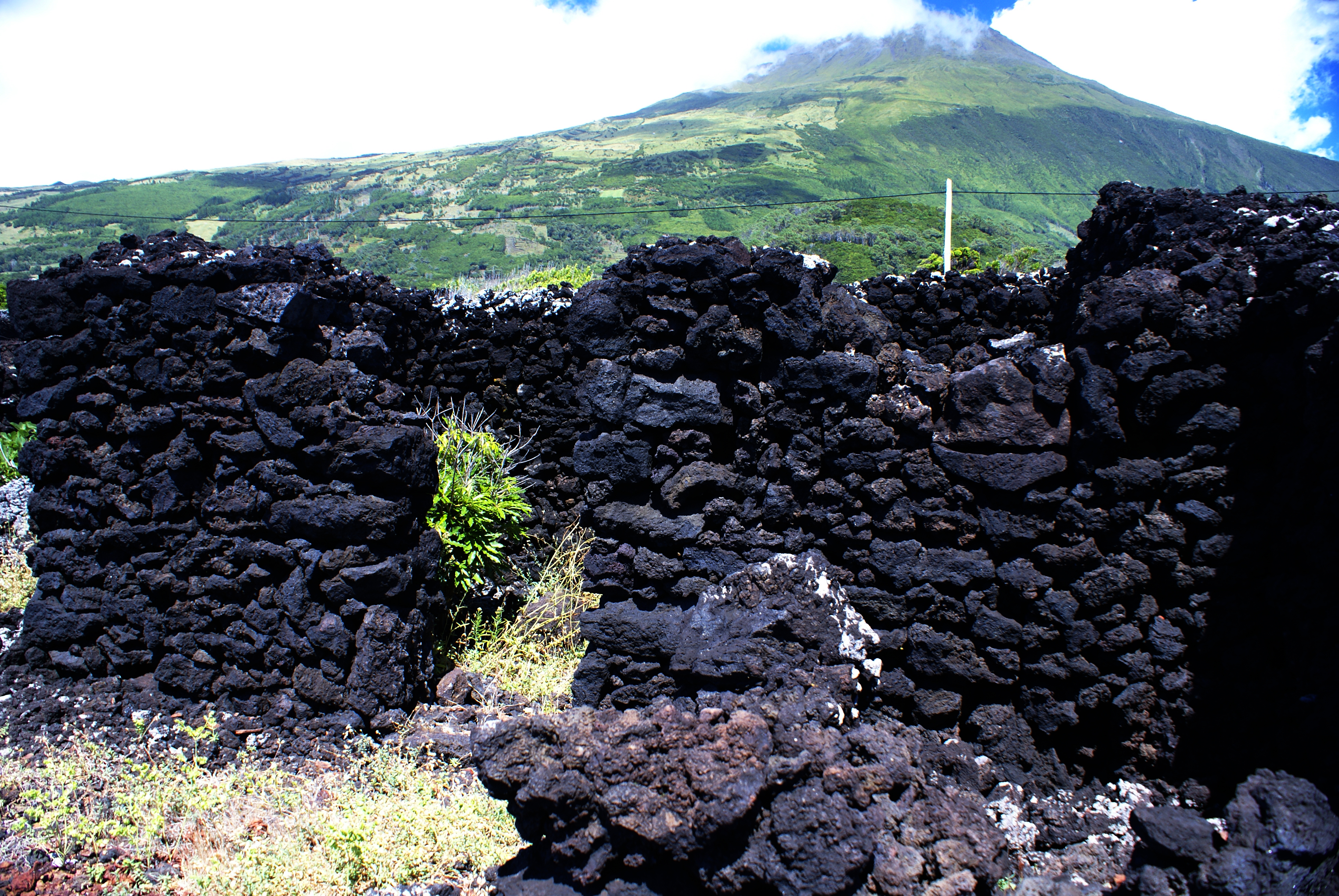
Adegas abandonadas nas vinhas de São Caetano

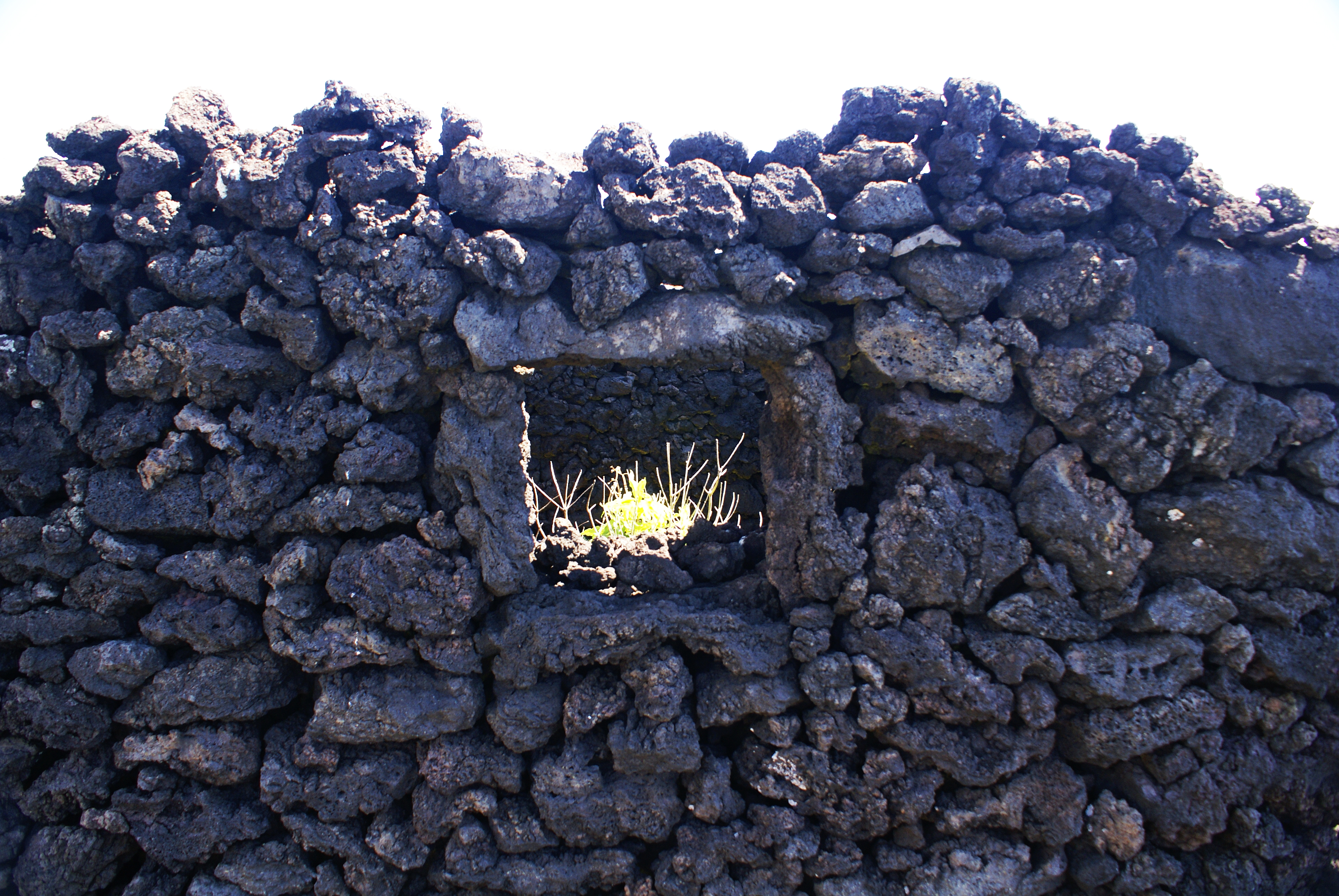
São Caetano, adegas abandonadas nas vinhas de São Caetano

Dada a proximidade desta localidade com a Montanha do Pico sofre a influência desta no clima, particularmente na pluviosidade causada pela condensação das neblinas que com os seus 2351 metros de altitude a montanha faz condensar.
A encosta da Montanha virada a esta localidade apresenta grandes e profundas ravinas, fortemente relacionadas com o declive acentuado da mesma e com a rápida descida das águas pluviais.
Mais uma vez, e devido à proximidade da Montanha, com quem está intimamente interligada, tem dentro dos seus 24,36 quilómetros quadrados várias elevações a ter em conta, nomeadamente o Cabeço da Prainha, o Queiró com 1487 metros de altitude, O Valagão com 679 metros de altitude e a Lomba de São Mateus com os seus 1474 metros.
Tendo em atenção as elevações aqui existentes esta freguesia apresenta vários cursos de água, nomeadamente a Ribeira da Calheta, a Ribeira da Prainha, a Ribeira Grande e a Ribeira Nova.
A nível de percursos pedestres, destacam-se os antigos trilhos, que na pratica eram acessos quase directos entre a baía e o seu porto, com o interior numa altura em que não havia estradas.
Estes trilhos situados entre o mar e a montanha, levam os caminhantes por paisagens perdidas entre as montanhas onde o estonteante verde das florestas da laurissilva típicas da Macaronésia é uma constante.
Estas antigas veredas, algumas centenárias, são em si mesmas um património insofismável que levam o caminhante por entre um rico património paisagístico. De entre estes trilhos destacam-se o Trilho da Canada de São Caetano que tem início junto à Prainha do Galeão numa escadaria; O Trilho da Canada da Ribeira da Prainha, que fazia a ligação entre a Prainha do Galeão e a parte superior da freguesia de São Caetano e que era usado por pescadores e baleeiros; o Trilho do Largo das Fontes, que fazia a ligação da localidade com as pastagens de São Caetano e famoso pelas várias fontes que se encontram pelo caminho.
Localizada praticamente no sopé da Montanha do Pico, uma vez que a montanha nesta parte da ilha faz um cota de declive extremamente acentuado é a freguesia da ilha mais próxima da referida  montanha.
Os primeiros povoadores das novas terras eram geralmente quem atribuía os nomes às terras que passavam a povoar, esta toponímia variava muito consoante os factores existentes. Neste caso esteve relacionado com a devoção da população com o santo católico São Caetano, sacerdote de Vicenza.
Este santo foi eleito como orago do novo povoado e foi Francisco Pires Flores quem mandou construir uma ermida em honra deste santo.
Igualmente foram os povoadores que atribuíram o nome à localidade da Prainha do Galeão, nome que recua ao Século XVI e assinala a memória do barco, possivelmente um galeão, que, neste século, Garcia Gonçalves Madruga, então Capitão-mor, mandou construir a expensas suas de forma a pagar uma dívida que tinha para com o rei D. João III de Portugal.
Corria o ano de 1878 deu-se início à construção da Igreja de São Caetano, obra que teve algumas dificuldades, entre elas a falta de madeiras adequadas ao que se pretendia. Outro facto que causou substancial atraso na obra foi a ocorrência de uma tempestade que levou à destruição de muito do trabalho então em curso.
Por destino, nessa altura aconteceu o naufrágio na Prainha do Galeão de uma embarcação proveniente Vicenza carregado de trigo cujas madeiras do casco forneceram a madeira que faltava para a finalização da obra.
Durante muitos séculos as atividades ligadas ao cultivo da terra foram as principais fontes de riqueza dos povos desta localidade, e apesar de a agro-pecuária e a pesca estarem ainda entre as principais fontes de riqueza dos povos de São Caetano, tem surgido outras actividades como a carpintaria, a panificação, o comércio e o turismo, que tem diversificado os modo de viver das populações.
Aqui se localiza a Prainha do Galeão e o Porto da Praínha do Galeão também denominado na gíria como Porto de São Caetano.

## Localidades da Freguesia
- Baixas
- Cabeço
- Fontes
- Prainha do Galeão
- Pontinha das Formigas
- Ponta Alta
- Ponta da Faca
- Laje do Cavalo
- Queimadas
- Santa Margarida
- Terra do Pão
- Mistérios da Prainha (Madalena)
- Caminho de Cima
- Rua de Cima
- São Caetano

## Património construído
- Império do Divino Espírito Santo de São Caetano
- Ermida de Santa Margarida
- Igreja de São Caetano (São Caetano)
- Casas dos Botes
- Poços de Maré
- Largo das Fontes